# Campsurus vichada
Campsurus vichada is een haft uit de familie Polymitarcyidae. De wetenschappelijke naam van de soort is voor het eerst geldig gepubliceerd in 2019 door Molineri en Granados-Martinez. De soort komt voor in Colombia.